# Giselle
Giselle er en ballet i to akter med koreografi af Jules Perrot og Jean Coralli. Musikken er komponeret af Adolphe Adam. Balletten havde urpremiere på Pariseroperaen den 28. juni 1841 og blev efter sigende specielt skrevet til den italienske ballerina Carlotta Grisi.
| Pied sur la pointe | Spire Denne artikel om ballet er en spire som bør udbygges. Du er velkommen til at hjælpe Wikipedia ved at udvide den. |